# Ken Marschall
Ken Marschall (Whittier, California, 28 de octubre de 1950) es un artista estadounidense conocido por sus pinturas de célebres transatlánticos, experto en el RMS Titanic. Tras el descubrimiento de los restos de este último en 1985, Marschall realizó numerosas pinturas del barco, que aparecieron en la portada de la revista Time entre otras.
Apasionado por el Titanic desde su juventud, mantuvo una correspondencia con Walter Lord, historiador del Titanic, hasta su muerte. 
Coescribió con el historiador Don Lynch el libro El Titanic: una historia ilustrada, y participó con él como asesor histórico en la filmación de las películas de James Cameron Titanic y Misterios del Titanic. Anteriormente, Marschall ya había trabajado con Cameron en la pintura de decorados para la película The Terminator.

## Biografía
Ken Marschall nació el 28 de octubre de 1950 en la ciudad californiana de Whittier. Desde muy joven manifestó una fuerte pasión por el dibujo y la pintura. Tras el divorcio de sus padres, cuando tenía siete años de edad, también comenzó a interesarse por los naufragios y otras catástrofes.
En 1967 pintó su primera obra, representado al Titanic surcando el mar. Aunque fue rechazado por el jurado del concurso al cual Marschall lo presentó, con el pretexto de que era demasiado realista, este cuadro le permitió igualmente recibir su primer encargo. Su pasión por el transatlántico le vino de la película Titanic filmada en 1953. A mediados de los años 1960, se ocupó de construir una maqueta del buque y, necesitando detalles, se puso en contacto con el historiador Walter Lord, autor del exitoso libro A Night to Remember publicado en 1955. Ambos mantuvieron más tarde una importante correspondencia. Esto también le permitió a Marschall integrarse a la Sociedad Histórica del Titanic y relacionarse entre los entusiastas.
En los años siguientes, Marschall recibió pedidos de aficionados de buques, en particular del Titanic. Una sociedad también le llamó para concebir una maqueta del transatlántico destinada al comercio. En 1977, finalmente, ayudó a concebir una maqueta del buque para la película Rescaten el Titanic. Poco después, se integró a una sociedad de efectos especiales para el cine. James Cameron recurrió a él para pintar un fondo que se usó como decorado en su película The Terminator y quedó fascinado por su trabajo.
Por otro lado, Marschall encontró a un gran número de personalidades vinculadas al Titanic, especialmente supervivientes del naufragio, y se hizo con una importante colección relativa al transatlántico.
En 1985, los restos del Titanic fueron descubiertos por Robert Ballard. Al año siguiente, una pintura realizada por Marschall apareció en la portada de la revista Time.
En 1996, participó con el historiador Don Lynch en la redacción del libro El Titanic: una historia ilustrada. También participó en la creación de los decorados de la película Titanic aconsejando al equipo de decoradores, y algunas de las escenas de la película están directamente inspiradas en sus pinturas, un ejemplo es la escala del transatlántico en Cherburgo.